# 열녀 경주최씨 정려
열녀 경주최씨 정려(烈女 慶州崔氏 旌閭)는 세종특별자치시 연서면 봉암리에 있는 정려이다. 2014년 9월 30일 세종특별자치시의 향토문화유산 제25호로 지정되었다.

## 개요
열녀 경주최씨 정려(烈女 慶州崔氏 旌閭)는 조선시대 열녀 경주최씨(慶州崔氏, 1842~1866)의 열행(烈行)을 세상에 널리 알려 칭찬하고 기억하기 위해 명정(銘旌)을 현판(懸板)으로 걸어놓은 정문(旌門)이다.
경주최씨는 파평윤씨(坡平尹氏) 집안의 윤태풍과 혼인하였다. 집안이 어려워 남편은 멀리 일을 하러 떠났고 홀로 남아 시어머니를 모시기 위해 구걸을 다녔다. 시어머니가 병이 들자 지극정성으로 간호하였지만 돌아가셨고 일을 하기 위해 떠났던 남편마저 병에 걸려 자리에 눕게 된다. 경주최씨는 남편의 약을 사기 위해 자신의 머리카락을 잘라 팔기까지 했지만 회복하지 못하고 죽자 3년간 남편의 묘 옆에서 움막을 짓고 살았는데 그런 그녀를 호랑이가 밤마다 나타나 지켜주었다고 한다.
경주최씨의 정문은 일제 강점기인 1930년에 세워졌다. 내부에는 경주최씨의 현판(懸板)과 건각기(建閣記)가 걸려 있다.